# Wasserflöhe

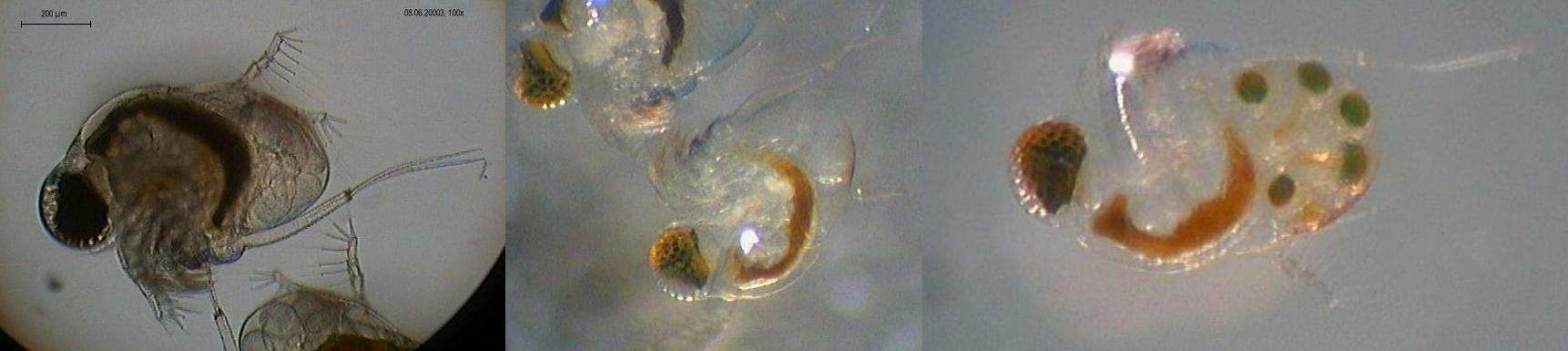
Polyphemus pediculus

Als Wasserflöhe im weiteren Sinne wird umgangssprachlich eine Reihe von Kleinkrebsen aus verschiedenen Familien und Gattungen bezeichnet. Diese Krebstiere bilden keine eng verwandte Gruppe, sondern werden wegen ihrer geringen Größe und der hüpfenden Fortbewegungsart im Wasser so genannt. Die Art der Fortbewegung ist jedoch bei den verschiedenen Gruppen, die als Wasserflöhe bezeichnet werden, unterschiedlich.
Als Wasserflöhe im engeren Sinne wurde früher die Gruppe der Cladocera innerhalb der Krallenschwänze (Onychura) zusammengefasst. Zu dieser Gruppe gehört die Art Gemeiner Wasserfloh (Daphnia pulex). Die nahe verwandte Art Großer Wasserfloh (Daphnia magna) wird für Wassergüteuntersuchungen herangezogen. Die Daphnien gehören zu den Kiemenfußkrebsen und leben hauptsächlich im Plankton. Sie bewegen sich durch das Schlagen ihrer je zweiästigen zweiten Antennen fort, an denen sich bei jeder Schwimmbewegung lange Borsten auffächern. Eine ähnliche Lebensweise zeigt auch der Plattkopf-Wasserfloh (Simocephalus vetulus), der ebenfalls zu den Kiemenfußkrebsen zählt und der in Schwärmen innerhalb der Wassersäule vorkommende Polyphemus pediculus.
Auch die Gattung Bosmina gehört zu den Krallenschwänzen. Bosmina longirostris lebt weltweit auf dem Boden oder im Schlamm der Uferzonen von Seen und Teichen. Bosmina kann sich ebenfalls mithilfe ihrer Antennen über kurze Strecken schwimmend fortbewegen.
Bei den Hüpferlingen entsteht durch das stoßweise Rudern mit ihren ersten Antennen ebenfalls der Eindruck eines flohähnlichen Hüpfens. Diese Kleinkrebse gehören zu den Ruderfußkrebsen, viele Arten leben ebenfalls im Zooplankton.
Zu den Flohkrebsen gehören viele weit verbreitete Arten wie der Gewöhnliche Flohkrebs, der Bachflohkrebs und der Flussflohkrebs. Diese Flohkrebse leben am Boden der Gewässer, oft unter Steinen oder Holz, wo sie sich von Laub und Pflanzenteilen ernähren.
Wasserflöhe treten in der Natur je nach Jahreszeit in großer Zahl auf und bilden eine wichtige Nahrungsquelle für Fische. Die meisten Arten lassen sich leicht züchten und können u. a. als Lebendfutter für Aquarienfische fungieren. Sie können sich auch in sehr abgeschlossenen Systemen wie Tonnen ausbreiten. Sie ernähren sich von Pflanzen, Pilzen und Algen.